# گیردل

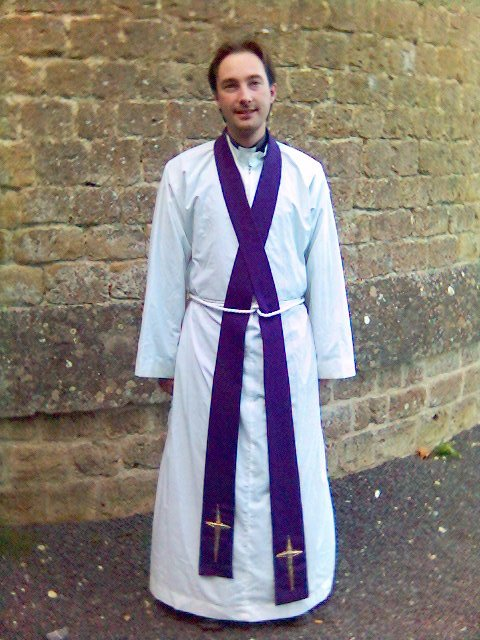
یک کشیش مسیحی (انگلیکان) که کمربند سفیدی به دور کمر خود بسته‌است.

یک کمربند بدون سگک، مخصوصاً اگر به شکل طناب یا بند باشد، در زمینه‌های مختلف، به‌ویژه تاریخی، گیردل (به انگلیسی: Girdle) نامیده می‌شود، جایی که این کمربندها از دوران باستان تا شاید قرن پانزدهم، به‌ویژه برای زنان، جزء بسیار رایج لباس‌های روزمره بوده‌اند. بیشتر این کمربندها برای نگه داشتن سایر اجزای لباس در جای خود بودند، اما برخی گشاد و اساساً برای تزئین استفاده می‌‌شدند.
امروزه، گیردل‌ها بخشی از لباس‌های مذهبی مسیحی هستند. این کلمه در زمینه‌های دیگر ممکن است معنی متفاوتی داشته باشد.